# Sejmeni
Sejmeni (romunsko seimeni, mn. seimen, iz turškega seğmen, mladi oboroženi možje) so bili v 17. in 18. stoletju s puškami kremenjačami oboroženih najemniki, osebna straža vlaških in moldavskih knezov. Večina sejmenov je bila iz Srbije in drugih balkanskih pokrajin. 
Vlaški sejmeni so se zaradi vedno večjih privilegijev bojarjev in strahu, da bodo izgubili dobljeno zemljo in postali tlačani, leta 1655 uprli. Knez Konstantin Şerban  je na pomoč poklical transilvanskega kneza Georga  II. Rákóczija in moldavskega kneza  Georgija Ştefana. Po obdobju terorja v Bukarešti in zajetju in usmrtitvi številnih bojarjev, je Rákóczi v bitki pri reki Teleajen 26. junija 1655 upor sejmenov dokončno  zatrl. 

## Vira
- Gheorghe I. Brătianu. Sfatul domnesc şi Adunarea Stărilor in Principatele Române. Bukarešta, 1995.
- Constantin C. Giurescu. Istoria Bucureştilor. Din cele mai vechi timpuri pînă în zilele noastre. Bukarešta, 1966, str. 73.